# Pillaje (apicultura)
El pillaje, en apicultura, es el hurto que realizan las abejas melíferas de una determinada colmena a las abejas de otra colonia. El pillaje suele ser abusivo en época de escasez de alimento, néctar y polen, y la colmena pillada suele sucumbir ante el ataque de otra más fuerte.
El pillaje se produce cuando el flujo de néctar se interrumpe bruscamente, en virtud que termina la estación estival o bien porque se producen baches. Estos baches pueden ser de tipo natural porque la flora nectarífera no produce el néctar necesario por problemas de temperatura, sequía, etc. o bien pueden deberse a problemas relacionados con la agricultura, porque las abejas encuentran un día segada su fuente de alimento.
Existen razas de abejas melíferas que son más propensas al pillaje que otras. Suele atribuirse a Apis mellifera ligustica un comportamiento más fuerte al pillaje por ejemplo.
Esta conducta suele acentuarse tanto al comienzo del periodo de cría como al finalizar la estación reproductiva.